# Alberto López-Jaureguizar Poncela
Alberto López-Jaureguizar Poncela (Bilbao, 1939 - Guecho, 1982) es una víctima del terrorismo de ETA. Fue apoderado de la empresa Tabacalera y ocupó el número 2 en la lista de Alianza Popular por Vizcaya en las elecciones generales de 1979.

## Biografía

### Asesinato
Alberto López-Jaureguizar Poncela estaba casado y tenía 4 hijos. Llevaba más de 25 años trabajando en la empresa Tabacalera, de la que llegó a ser nombrado apoderado. Fue asesinado en Gecho (Vizcaya), el día 16 de julio de 1982, cuando tenía 42 años de edad.
Alberto solía asistir a los funerales causados por el terrorismo y poner en su casa la bandera española con un crespón negro cuando mataban a un policía. Se había afiliado a Alianza Popular dos semanas antes de su asesinato cuando salía de su vivienda, en el barrio de Algorta, en torno a las 8:10 horas del día 16 de julio de 1982. Se disponía a revisar su coche antes de ir a trabajar, puesto que después tenía planeado trasladar a su familia a un apartamento de veraneo. A las 9:05 horas, tras subirse a su vehículo, un joven se acercó a su vehículo por la ventanilla izquierda trasera y le disparó dos tiros. Estos dos únicos disparos alcanzaron por la espalda a Alberto. Todos los indicios apuntaron a que la muerte fue instantánea. El asesino estaba acompañado por otras dos personas.
Nada más cometer el atentado emprendieron la huida a mucha velocidad en un automóvil robado. Empleados de comercios cercanos avisaron vía telefónica de los hechos desde un establecimiento próximo al lugar del atentado. Minutos antes de las 9:30 se presentaron efectivos policiales de la Comisaría de Gecho, así como del puesto de la Guardia Civil en el municipio. Sobre las 10:30 de la mañana el juez ordenó el levantamiento del cadáver y su traslado al depósito forense de la Residencia Sanitaria de Cruces, Baracaldo.
El coche empleado por los terroristas en este atentado fue robado el mismo día en Larrabasterra, municipio de Sopelana. Fue robado a su propietario cuando este se iba a dirigir al trabajo hacia las 7:45 horas. Dos individuos le abordaron en su garaje provistos de una bolsa y haciendo ostentación de llevar consigo una pistola. El propietario fue amordazado y maniatado antes de ser advertido de que no diera aviso del robo hasta transcurrido un determinado plazo. El vehículo sería encontrado en perfectas condiciones por la Policía Municipal de Guecho a las 5:00 de la mañana del día siguiente al atentado.
No consta condena alguna por este atentado. Según la Secretaría de Paz y Convivencia del Gobierno Vasco, la situación procesal del atentado es de sobreseimiento provisional.
El diario Egin afirmó el día 20 de julio de 1982 que ETA militar se había atribuido el día anterior la autoría del asesinato de Alberto López-Jaureguizar a través de un comunicado. A pesar de que estos hechos todavía no han sido juzgados; en 2010 José Lorenzo Ayestarán Legorburu, alias Faneca, fue arrestado en la localidad francesa de Cahan. A este miembro de ETA se le imputa el asesinato de Alberto López-Jaureguizar, aunque no ha sido juzgado por ello.